# Sedlari (Trebinje)
Pour les articles homonymes, voir Sedlari.
Sedlari (en serbe cyrillique : Седлари) est un village de Bosnie-Herzégovine. Il est situé sur le territoire de la ville de Trebinje et dans la république serbe de Bosnie. Selon les premiers résultats du recensement bosnien de 2013, il ne compte plus aucun habitant.
Avant la guerre de Bosnie-Herzégovine, le village faisait entièrement partie de la municipalité de Trebinje ; après la guerre, son territoire a été partiellement rattaché à la municipalité de Ravno, nouvellement recréée et intégrée à la fédération de Bosnie-et-Herzégovine.

## Géographie
Le village est situé près du bord de la Trebišnjica, un cours d'eau qui débouche pour une part dans la mer Adriatique et se jette pour une autre part dans la Neretva.
Il est entouré par les localités suivantes :
|          | Dračevo Mrkonjići                      |                |
| Grmljani | Sedlari                                | Poljice Popovo |
|          | Gorogaše (municipalité de Ravno, FBiH) |                |

## Démographie

### Évolution historique de la population dans la localité
| 1948 | 1953 | 1961 | 1971 | 1981 | 1991 | 2013 |
| ---- | ---- | ---- | ---- | ---- | ---- | ---- |
| -    | -    | 174  | 102  | 54   | 26   | 0    |

|  |

### Répartition de la population par nationalités (1991)
En 1991, les 26 habitants du village étaient tous serbes.